# Martin Bangemann
Martin Bangemann (Wanzleben, 15 november 1934 – Deux-Sèvres, 28 juni 2022) was een Duitse politicus. Bangemann was tussen 1984 en 1988 minister van Economische Zaken in het tweede en derde kabinet van Helmut Kohl. In de jaren negentig was hij lid van drie achtereenvolgende Europese commissies.

## Biografie
Bangemann studeerde tot 1962 Rechten aan de Universiteit van Tübingen en München. Vervolgens was hij werkzaam als advocaat. Tussen 1969 en 1978 was Bangemann achtereenvolgens plaatsvervangend voorzitter (tot 1974) en voorzitter van de Freie Demokratische Partei in de deelstaat Baden-Württemberg. Van 1972 tot 1980 was hij parlementslid in de Bondsdag en van 1973 tot 1984 was hij lid van het Europees Parlement. In juni 1984 werd hij als opvolger van Otto Graf Lambsdorff minister van Economische Zaken in het kabinet-Kohl II.
In 1988 nam Bangemann ontslag uit het kabinet-Kohl III vanwege zijn benoeming tot Europees commissaris in de commissie-Delors II (1989-1993). Hij kreeg de portefeuilles Interne Markt en Industriebeleid. Daarna kreeg hij in de commissie-Delors III (1993-1995) de portefeuilles Industrie, Informatie en Telecommunicatie. In de commissie-Santer (1995-1999) behield hij dezelfde portefeuilles. Na zijn vertrek bij de Europese Unie in 1999 werd hij lid van de Raad van Bestuur van Telefónica.
Bangemann stierf op 87-jarige leeftijd in Frankrijk.